# Alella
Alella est une commune de la province de Barcelone, en Catalogne, en Espagne, de la comarque (contrée) de Maresme, à 18 kilomètres de Barcelone.

## Géographie
Située en Catalogne, au nord-est de l'Espagne, la cité s'établit sur des collines dominant la Méditerranée et culminant à 96 mètres d'altitude, à 3 kilomètres de la plage d'El Masnou. La commune borde le Parc Naturel Serralada Litoral. Elle est accessible par l'autoroute Autopista C 32, sortie numéro 86, ou la Nationale N 11 direction Girona après Barcelone.

## Histoire

### Origines
dès l'antiquité, les pentes ensoleillées d'Alella sont cultivées et plantées de vignes, notamment par les Romains qui développent le commerce des vins sur tout le littoral. On trouve sur le site archéologique de Valmorra une cave datant du Ier siècle av. J.-C.
La mention écrite la plus ancienne du nom d'Alella remonte à 978, et serait d'origine Hibère.
Les XVe et XVIe siècles verront le développement et la notoriété croissante de la commune, grâce à la famille la plus influente de l'époque, les Desplà.

### Époque moderne
Pendant la Guerre de Succession d'Espagne, les propriétés des familles d'Alella furent confisquées, en raison de leur tendance à favoriser l'archiduc Charles VI. Salvador Lleonart (ca), natif d'Alella, est le chef des services de renseignement de l'armée catalane lors de la phase finale du conflit après que la Junta de Braços (ca) déclare la résistance jusqu'au bout en juillet 1713. Jusqu'à la capitulation de Barcelone le 11 septembre 1714, il est chargé de maintenir la communication et de coordonner les actions entre la capitale catalane et l'armée extérieure du Marquis de Poal (ca). Après la fin du conflit, ses biens sont confisqués et il s'exile en 1729.

## Politique
Aux élections municipales de 2023, le parti majoritaire est le collectif de la Gauche républicaine de Catalogne et Sumem per Alella (ERC-SpA), obtenant 40 % des suffrages exprimés. Le maire, Marc Almendro Campillo, est élu jusqu'en 2027.
| Ville | Ville     | Pays | Pays   |
| ----- | --------- | ---- | ------ |
|       | Brogliano |      | Italie |
|       | Carquefou |      | France |

## Économie
Essentiellement basée sur l'activité viticole, Alella détenant la plus petite et une des plus anciennes AOC (Appellation d'Origine Contrôlée) de vins régionaux Espagnols. Quatre caves de production visitables et de nombreux restaurants et cavistes ont développé l'attraction œnologique et touristique de la cité. Le nom de la ville est généralement synonyme de vignoble de Barcelone.
Une activité industrielle réduite aujourd'hui disparue (usine textile et usine de peintures), est venue compléter l'économie locale durant la première moitié du XXe siècle.
Fêtes locales : Journées Gastronomiques du vin AOC Alella en mars, Fêtes des Vendanges et semaine du vin AOC Alella en septembre.
Festa Major de Sant Feliu fin juillet / début août, avec défilés, bals populaires et messe solennelle le 1er août à l'église Sant Feliu.

## Lieux et monuments
Église de Sant Feliu, rue Rector Desplà, avec façade datant de 1611 et campanile remarquable.
Mas Can Lleonart, à l'entrée de la vieille ville, datant de 1521, reconverti en bâtiment municipal, où l'on trouve l'Office de Tourisme.
Mas Can Manyé, datant de 1673, situé sur la Riera Fosca, atelier textile pendant plusieurs décennies, reconverti en bâtiment municipal à usage culturel.

## Personnalités
- Lluis Desplà, curé de la paroisse de Sant Feliu de 1508 à 1524, puis Archidiacre de l'Evêché de Barcelone. Passionné d'art et d'antiquités, il donne à celle - ci une place importante dans le paysage ecclésiastique local, en restaurant la Cure attenante à l'église et consolidant l'édifice primaire. Il est même Président de la Généralitat de Catalunya (Gouvernement Autonome de la province de Catalogne) pendant 4 années.

- Antoni Gaudi, le célèbre architecte catalan, à qui nous devons l'éternelle inachevée Sagrada Familia de Barcelone, a séjourné à plusieurs reprises les étés de 1880 à 1890, chez son ami et client Manuel Vicens qui possédait une maison familiale rue Anselm Clavé. La municipalité d'Alella lui a dédié un parc avec représentation de profil du visage de l'artiste.

- Le pédagogue libertaire Francesc Ferrer i Guàrdia y est né le 10 janvier 1859[5].
- Miquel Garriga i Roca (1808-1888), architecte catalan;

- Juan Rafa (1908-1974), footballeur espagnol, y est né.
- Àlex Casanovas (1964-), acteur, s'est produit dans sa jeunesse dans la troupe théâtrale municipale.

- Marc Cucurella, joueur formé au FC Barcelone, actuellement au Chelsea Football Club, est né à Allela.